# عملة 50000 ين
العملة المعدنية من فئة 50,000 ين هي فئة من الين الياباني. تم إصدارها لمرة واحدة فقط لإحياء ذكرى زفاف ولي العهد الأمير ناروهيتو على ماساكو . لم يتم تداول هذه العملات المعدنية، وتم تصنيعها في شكل عملات غير متداولة وإثباتية لهواة الجمع بواسطة دار سك العملة اليابانية .

## العملة التذكارية
| الصورة | الإمبراطورية | التقويم الياباني | التقويم الميلادي | سك العملة                     | سبب            |
| ------ | ------------ | ---------------- | ---------------- | ----------------------------- | -------------- |
|        | أكيهيتو      | 五 (5)           | 1993             | 1,900,000 (100000 في الإثبات) | زفاف ولي العهد |

## الروابط الخارجية
- العملات التذكارية الصادرة عم البنك المركزي الياباني موقع Japan Mint (باللغة الإنجليزية)